# Фальц-Фейн, Фридрих Эдуардович
Фри́дрих Эдуа́рдович Фальц-Фейн (04 [16] апреля 1863, Аскания-Нова, Херсонская губерния — 2 августа 1920 года, Бад-Киссинген, Нижняя Франкония) — основатель заповедника Аскания-Нова.

## Биография
Фридрих Эдуардович Фальц-Фейн родился 04 [16] апреля 1863 в имении Аскании-Нова (ранее носившем название Чапли) в семье российских немцев — Эдуарда Ивановича Фальц-Фейна и Софьи Богдановны Фальц-Фейн. Фридрих был старшим из семи братьев и сестер. Любовь к природе юному Фридриху привил гувернёр-француз Кондарс. В возрасте 11 лет, в награду за отлично сданные экзамены за курс Херсонской гимназии, Фридрих получил от отца разрешение на устройство первой вольеры.
Здесь, вблизи хозяйской усадьбы, Фальц-Фейн огородил 8 десятин земли, где содержал несколько степных животных. В 1882 году он поступил в Дерптский университет и в течение курса обучения за время каникул посещал крупнейшие ботанические сады и зоопарки мира.
Окончив университет в 1889 году, Фридрих организовал целенаправленную охрану участка целины в районе урочища Кроли. Однако, этот участок оказался не слишком подходящим, так как по нему раньше проходил чумацкий шлях, — и тогда, по совету ботаника Иосифа Конрадовича Пачоского, Фальц-Фейн заложил в 1898 году новые заповедные участки в 500 и 120 десятин. В 1897 году он создал зоопарк и ботанический сад, в 1898 году — заказник («Естественный музей»). Правой рукой Ф. Фальц-Фейна в этих делах был К. Е. Сиянко.
Под руководством Фальц-Фейна были прорыты скважины на глубину 70 метров, из которых ежедневно для поливов, при помощи мощного насоса, выкачивалось до 300 тысяч ведер воды. После смерти отца Фридрих Фальц-Фейн, выгнал чересчур хозяйственного управляющего имением Подобу, порицавшего убыточные природоохранные мероприятия молодого наследника и его «бесполезные» биологические исследования. Практически всю прибыль от продажи овец и шерсти (по 20—40 тысяч в год) Фальц-Фейн теперь тратил на развитие заповедника. Позже Фальц-Фейн провёл в Асканию водопровод, телеграф, телефон, электрическое освещение, построил почту, больницу, и собрал большую библиотеку.

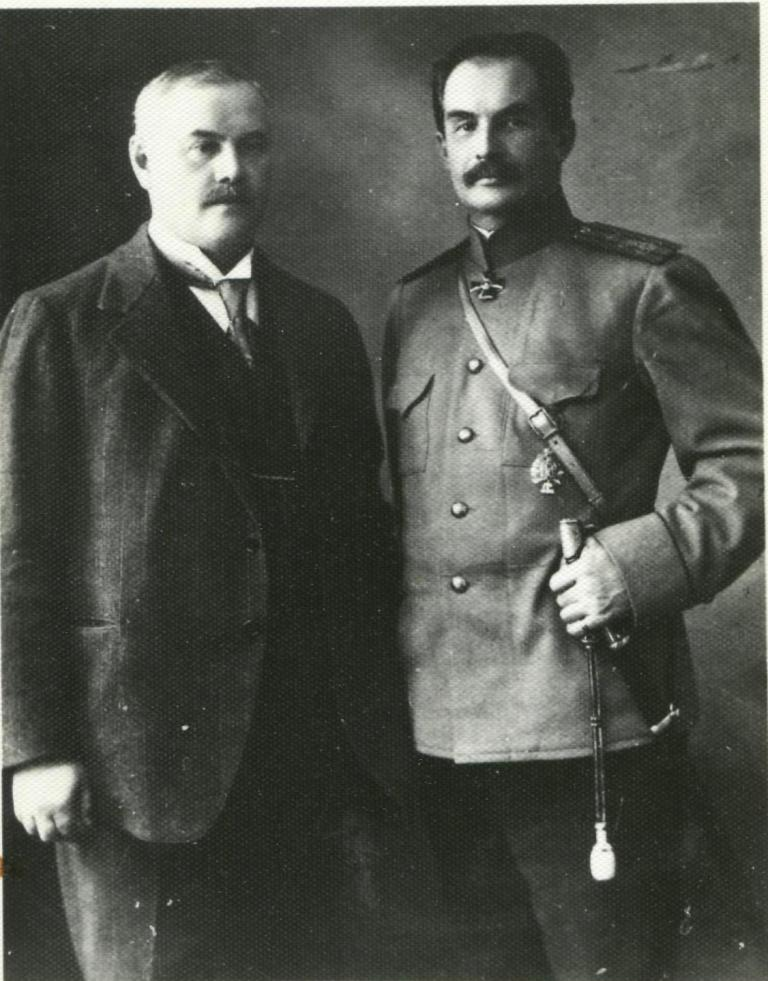
Ф. Э. Фальц-Фейн и генерал П. К. Козлов

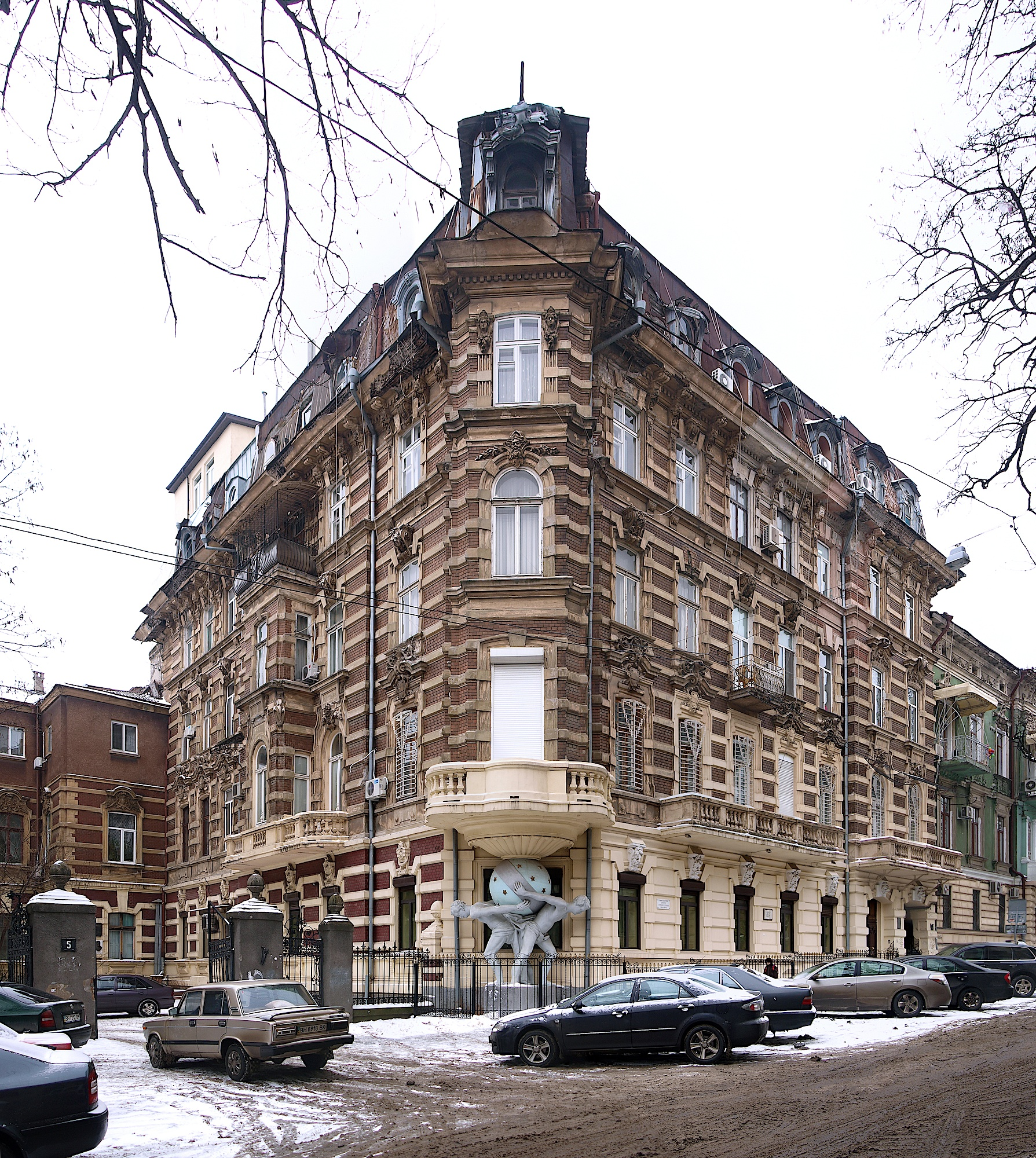
Дом Фальц-Фейна в Одессе

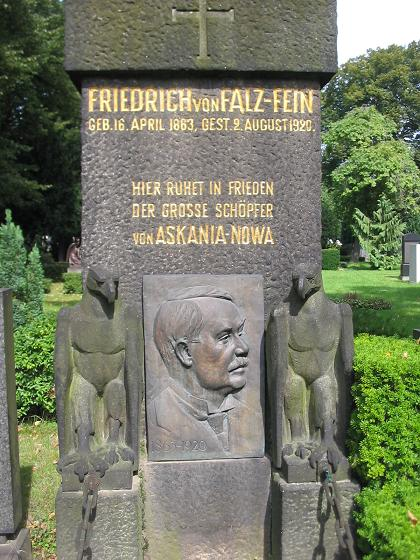
Надгробный камень в Берлине

В 1899 году при помощи путешественника генерал-майора Петра Кузьмича Козлова Фальц-Фейн, после нескольких неудачных попыток, наконец добыл в Монголии лошадей Пржевальского. Император Николай II подарил Фридриху Фальц-Фейну своего жеребца, и вскоре в Аскании впервые в мире дали приплод дикие лошади. К рубежу столетий в Аскании-Нова содержалось 58 видов млекопитающих, 344 вида птиц, а в общей сложности почти 2000 разных животных. В апреле 1902 года из Беловежья были привезены зубры, которые также охотно размножались на новом месте. В том же году И. К. Пачоский и сам начал активно изучать асканийские степи.
Когда в разгар революционных восстаний в декабре 1905 года крестьяне разорили имения Фальц-Фейнов Хорлы, Преображенку, Максимовку, Дофино, Даровку, херсонский губернатор направил на помощь солдат и казаков, которые спасли Асканию от разорения. После чего Фридрих Эдуардович Фальц-Фейн начал задумываться о необходимости государственной охраны и национализации заповедника.
В апреле 1914 года Николай II впервые нарушил дворцовый этикет, запрещавший императору останавливаться у частных лиц в их собственном доме, и воспользовался гостеприимством Фридриха Фальц-Фейна. В зоопарке на Николая напал петух. Фальц-Фейн обещал посадить его в клетку. «Не надо, — заступился царь — это мой единственный враг, который нападает в открытую». По другой версии событий первым представителем животного мира, встретившимся на пути царя, оказался старый самец дрофы. Он воинственно бросился на высокого гостя, на что тот с улыбкой заметил: «Хотя и своеобразное, однако же, наверняка сердечное приветствие!» (из воспоминаний Владимира Э. Фальц-Фейна). Вскоре император присвоил Фальц-Фейну звание потомственного дворянина. Позже Николай II писал своей матери об Аскании: «Там живут разные олени, козы, антилопы, гну, кенгуру и страусы круглый год под открытым небом на открытом воздухе и тоже вместе. Удивительное впечатление, точно картина из Библии, как будто звери вышли из Ноева ковчега».
Временным правительством Российской империи для охраны уникального памятника природы в период революционных событий в Асканию был направлен комиссаром ботаник Иосиф Конрадович Пачоский, а в декабре 1917 года — путешественник генерал П. К. Козлов.
В начале 1917 года Фальц-Фейн покинул Асканию, а ещё через год уехал в Германию, тяжело переживая разлуку со своим заповедником.
Фридрих Эдуардович Фальц-Фейн скончался 2 августа 1920 года в немецком санатории Бад-Киссинген и был похоронен на кладбище Двенадцати апостолов в Берлине. На могильном камне, украшенном изображениями двух степных орлов, высечена надпись: «Здесь покоится знаменитый создатель „Аскании-Нова“».

Дар Фальц-Фейна Воронцовскому дворцу

## Цитаты
Фридрих Эдуардович органически не терпел письменно излагать свои мысли, он никогда или почти никогда не писал писем и за всю свою жизнь выпустил только пять маленьких статей… На все мои замечания и упреки по этому поводу он, бывало, отвечал: «Приезжайте в Асканию и давайте совместно работать: я буду говорить, рассказывать, отвечать на вопросы, я ничего не утаю… А Вы — спрашивайте, наблюдайте сами, разбирайтесь в архиве зоопарка и пишите». Но этому доброму намерению так и не суждено было осуществиться, и Фридрих Эдуардович унес с собой все, что знал, над чем работал, и чего достиг его выдающийся, самобытный ум…— Елизавета Козлова, жена путешественника, генерала П. К. Козлова